# Earl Holliman
Earl Holliman, all'anagrafe Henry Earl Holliman (Delhi, 11 settembre 1928 – Studio City, 25 novembre 2024), è stato un attore statunitense.

## Biografia
Nato a Delhi, in Louisiana, adottato e due volte orfano, Holliman prestò servizio militare come marinaio ed entrò nel cinema nel secondo dopoguerra, debuttando nel 1953 con alcuni ruoli di secondo piano, tra cui quello nella commedia Morti di paura, vincendo il Golden Globe per il miglior attore non protagonista nel 1957 per la sua interpretazione nel film Il mago della pioggia, e apparendo nel 1972 nel film Disney in live action Perdipiù il segugio fannullone.
Fu l'interprete del primo episodio della serie televisiva Ai confini della realtà, intitolato  Where Is Everybody? (La barriera della solitudine nella distribuzione italiana), trasmesso il 2 ottobre 1959. Dal 1974 al 1978 fu partner di Angie Dickinson nella serie televisiva poliziesca Pepper Anderson agente speciale, di cui interpretò 91 episodi. Attivista animalista, Holliman fu presidente della Actors and Others for Animals, organizzazione no profit in difesa degli animali.
Nel 1993 ottenne una candidatura al Golden Globe per il miglior attore non protagonista in una serie per il telefilm Delta. Si ritirò nel 2000.

## Filmografia

### Cinema
- Destinazione Mongolia (Destination Gobi), regia di Robert Wise (1953) (non accreditato)
- L'isola del piacere (The Girls of Pleasure Island), regia di Alvin Ganzer e Frederick Hugh Herbert (1953) (non accreditato)
- Morti di paura (Scared Stiff), regia di George Marshall (1953) (non accreditato)
- L'inferno di Yuma (Devil's Canyon), regia di Alfred L. Werker (1953)
- Ad est di Sumatra (East of Sumatra), regia di Budd Boetticher (1953)
- Tennessee Champ, regia di Fred M. Wilcox (1954)
- La lancia che uccide (Broken Lance), regia di Edward Dmytryk (1954)
- I ponti di Toko-Ri (The Bridges at Toko-Ri), regia di Mark Robson (1954)
- La polizia bussa alla porta (The Big Combo), regia di Joseph H. Lewis (1955)
- Tutto finì alle sei (I Died a Thousand Times), regia di Stuart Heisler (1955)
- Il pianeta proibito (Forbidden Planet), regia di Fred M. Wilcox (1956)
- Le colline bruciano (The Burning Hills), regia di Stuart Heisler (1956)
- Il gigante (Giant), regia di George Stevens (1956)
- Il mago della pioggia (The Rainmaker), regia di Joseph Anthony (1956)
- Sfida all'O.K. Corral (Gunfight at the O.K. Corral), regia di John Sturges (1957)
- Schiava degli apaches (Trooper Hook), regia di Charles Marquis Warren (1957)
- Alla larga dal mare (Don't Go Near the Water), regia di Charles Walters (1957)
- La tua pelle brucia (Hot Spell), regia di Daniel Mann (1958)
- L'agguato (The Trap), regia di Norman Panama (1959)
- Il giorno della vendetta (Last Train from Gun Hill), regia di John Sturges (1959)
- Un marziano sulla Terra (Visit to a Small Planet), regia di Norman Taurog (1960)
- Area B2: attacco! (Armored Command), regia di Byron Haskin (1961)
- Estate e fumo (Summer and Smoke), regia di Peter Glenville (1961)
- I 4 figli di Katie Elder (The Sons of Katie Elder), regia di Henry Hathaway (1965)
- L'uomo che uccise il suo carnefice (A Covenant with Death), regia di Lamont Johnson (1967)
- La forza invisibile (The Power), regia di Byron Haskin (1968)
- Lo sbarco di Anzio, regia di Edward Dmytryk e Duilio Coletti (1968)
- Perdipiù il segugio fannullone (The Biscuit Eater), regia di Vincent McEveety (1972)
- I Love You... Good-bye, regia di Sam O'Steen (1974)
- Il peccato (Good Luck, Miss Wyckoff), regia di Marvin J. Chomsky (1979)
- Pelle di sbirro (Sharky's Machine), regia di Burt Reynolds (1981)
- Bad City Blues, regia di Michael Stevens (1999)
- The Perfect Tenant, regia di Doug Campbell (2000)

### Televisione
- Westinghouse Desilu Playhouse – serie TV, episodio 1x07 (1958)
- Ai confini della realtà (The Twilight Zone) – serie TV, episodio 1x01 (1959)
- Hotel de Paree – serie TV, 32 episodi (1959-1960)
- The Dick Powell Show – serie TV, episodio 1x03 (1961)
- Bus Stop – serie TV, episodio 1x17 (1962)
- Scacco matto (Checkmate) – serie TV, episodio 2x31 (1962)
- General Electric Theater – serie TV, episodio 10x28 (1962)
- The Wide Country – serie TV, 28 episodi (1962-1963)
- La grande avventura (The Great Adventure) – serie TV, episodio 1x14 (1964)
- Bonanza – serie TV, episodio 6x19 (1965)
- Il virginiano (The Virginian) – serie TV, episodio 4x06 (1965)
- Le strade di San Francisco (The Streets of San Francisco) – serie TV, episodio 2x06 (1973)
- Pepper Anderson agente speciale (Police Woman) – serie TV, 91 episodi (1974-1978)
- Alexander: The Other Side of Dawn, regia di John Erman – film TV (1977)
- Uccelli di rovo (The Thorn Birds) – serie TV, 3 episodi (1983)
- Palm Springs, operazione amore (P.S. I Luv U) – serie TV, 4 episodi (1991)
- La signora in giallo (Murder, She Wrote) – serie TV, episodi 7x14-10x19 (1991-1994)
- Delta – serie TV, 17 episodi (1992-1993)

## Doppiatori italiani
Nelle versioni in italiano delle opere in cui ha recitato, Earl Holliman è stato doppiato da:
- Gianfranco Bellini in Ad est di Sumatra, La lancia che uccide, La polizia bussa alla porta, Tutto finì alle sei, Le colline bruciano, Il mago della pioggia, Sfida all'O.K. Corral, Schiava degli apaches, La tua pelle brucia, Un marziano sulla Terra, Estate e fumo, I 4 figli di Katie Elder
- Stefano Sibaldi ne I ponti di Toko-Ri
- Nino Manfredi ne Il pianeta proibito[3]
- Corrado Pani ne Il gigante
- Ferruccio Amendola in Alla larga dal mare[4]
- Pino Locchi in L'agguato
- Nando Gazzolo ne Il giorno della vendetta
- Cesare Barbetti in Ai confini della realtà
- Sergio Tedesco in Lo sbarco di Anzio
- Natalino Libralesso in Pepper Anderson - Agente speciale (1ª parte degli episodi)[5]
- Rodolfo Bianchi in Pepper Anderson - Agente speciale (2ª parte degli episodi)[5]
- Franco Agostini in Uccelli di rovo
- Romano Ghini in La signora in giallo[6]
- Elio Zamuto in Palm Springs, operazione amore[7]
- Eugenio Marinelli in Perdipiù il segugio fannullone (doppiaggio tardivo)[8]